# Trichosea diffusipicta
Trichosea diffusipicta är en fjärilsart som beskrevs av Embrik Strand 1917. Trichosea diffusipicta ingår i släktet Trichosea och familjen Pantheidae. Inga underarter finns listade i Catalogue of Life.